# François Edmond Rattier
François Edmond Rattier est un homme politique français né le 30 avril 1822 à Paris et décédé le 4 septembre 1890 à Paris.

## Biographie
Soldat, il s'engage en 1843 et sert en Algérie, il est en garnison à Reims, comme sergent au 48e de ligne, quand il est élu député de la Seine, en mai 1849. Il a 110 482 voix sur 281 140 votants. Il siège au groupe d'extrême gauche de la Montagne. Compromis dans la journée du 13 juin 1849, il est déchu de son mandat et s'exile en Angleterre. Il rentre en France en 1862. Il est chef de bataillon lors de la guerre de 1870 et participe à la défense de Paris, puis à celle de la Commune, en tant que  commandant du 222e bataillon de la Garde nationale.

## Sources
- « François Edmond Rattier », dans Adolphe Robert et Gaston Cougny, Dictionnaire des parlementaires français, Edgar Bourloton, 1889-1891 [détail de l’édition]